# Panzerschlacht (Kinderspiel)
Panzerschlacht (zuweilen auch als Krieg bekannt) ist ein Kinderspiel aus der ersten Hälfte des 20. Jahrhunderts, das entweder mit Papier und Bleistift oder im Sand mit einem Stock gespielt wird.

## Spielbeschreibung
Ziel des Spiels ist es, alle Panzer der anderen Mitspielenden auszuschalten. Das Spiel wird vorwiegend zu zweit gespielt, kann aber mit so vielen Personen gespielt werden, wie der Platz auf dem Spielfeld erlaubt.

Spielfeld mit zwei Basen und zwei herausgefahrenen Panzern

In der einfachsten Variante erhalten alle Teilnehmenden am Rande eines Spielfeldes eine Basis, in die eine bestimmte Anzahl an Panzern eingezeichnet wird. Auf dem Spielfeld werden verschieden geformte Berge aufgemalt, die als Hindernisse dienen. Die Mitspielenden dürfen nun abwechselnd einen ihrer Panzer bewegen und damit anschließend schießen. Die Bewegung erfolgt durch Abstreichen bzw. Löschen eines eigenen Panzers und dem Auftragen einer Fahrstrecke mittels 10 Punkten, die jeweils einen bestimmten Abstand zueinander haben müssen. Am Ende der Fahrstrecke wird der abgestrichene Panzer wieder eingezeichnet. Die Fahrstrecke darf dabei nicht durch einen Berg führen. Im Anschluss darf mit dem so bewegten Panzer geschossen werden. Das Schießen geschieht durch Ansetzen des Stiftes oder des Stocks am Kanonenrohr des Panzers und nachfolgendem raschen Reißen des Stiftes oder Stocks in die gewählte Richtung. Trifft der daraus entstehende Strich einen gegnerischen Panzer und ist dabei nicht zuvor durch einen Berg gezogen worden, ist der gegnerische Panzer ausgelöscht. Das Spiel endet, sobald nur noch eine Partei übrig ist.
Die scheinbar klaren Regeln können in realen Partien manchmal zu Streitigkeiten führen, da sowohl der Abstand der Punkte beim Fahren wie auch die Frage, ob ein Strich einen Panzer oder einen Berg gestreift hat, nicht immer eindeutig zu klären ist. Dies gilt insbesondere beim Spielen im Sand. Deswegen wurden einige Regelerweiterungen ersonnen, die das Spiel eindeutiger aber auch abwechslungsreicher machen sollten.

## Entstehung
Die genaue Entstehungsgeschichte des Spiels ist unbekannt. Christopher Lewin vermutet, dass es um 1935 von Kindern erfunden wurde, die das Brettspiel Panzerschlacht kannten, aber es sich entweder nicht selbst leisten konnten oder es nicht zur Verfügung hatten und trotzdem etwas ähnliches spielen wollten. Das Spiel war unter Kindern und jüngeren Jugendlichen in Westdeutschland bis Anfang der 1970er Jahre noch relativ bekannt, geriet dann aber durch die wachsende Tabuisierung von Kriegsspielzeug und die aufkommenden Computerspiele mit ähnlichem Spielinhalt zunehmend in Vergessenheit. Aus Ostdeutschland sind keine Erfahrungsberichte bekannt. Philip Sabin beschreibt aber, dass dort Kriegsspiele, die vor 1945 entstanden sind, durchaus in privaten Umgebungen gespielt wurden.
Es gibt Computerspiele ab Mitte der 1970er Jahre, z. B. Tank, die ein ähnliches Spielprinzip aufweisen, aber Berichten zufolge nicht durch das Kinderspiel beeinflusst waren.

## Varianten
Es existieren einige Regelerweiterungen, die zum einen die typischen Streitfälle reduzieren sollten, aber auch den taktischen Anspruch erhöhten. In der Hauptsache wurden neue Einheiten, aber auch neue Konzepte eingeführt:

### Kampfunfähig
Um eine einfachere Kompromissfindung bei der Beurteilung zu ermöglichen, ob eine Einheit getroffen wurde oder nicht, können Einheiten, die vom Schuss nur gestreift wurden, als kampfunfähig markiert werden (im Spiel durch Malen eines Kreises um die Einheit). Solche Einheiten dürfen sich nicht mehr bewegen oder schießen, können aber von einem Bergefahrzeug abgeschleppt und in die eigene Basis zur Reparatur gebracht werden. Dazu wird der neue Einheitentyp Bergefahrzeug eingeführt, der bis zu 35 Punkte ziehen darf und beschädigte Panzer im Vorbeifahren einsammeln kann.

### Flugzeuge
Flugzeuge dürfen nicht nur über freiem Feld fliegen, sondern auch über Bergen und Seen. Sie haben eine Geschwindigkeit von 5 Punkten pro Zug. Über Bergen können sie von Panzern nicht abgeschossen werden, dürfen aber ihrerseits auch nicht aus dem Berg herausschießen. Flugzeuge dürfen sich aber gegenseitig innerhalb desselben Berges bekämpfen.

### Seen
Seen stellen Hindernisse ähnlich wie Berge dar. Landfahrzeuge müssen drum herum fahren. Im Gegensatz zu Bergen darf aber durch Seen hindurch auf die andere Seite geschossen werden. Sie geben also keine Deckung.

### Neue Einheiten
|  |  | Kanone          | zieht 5 Punkte  | kann Flugzeuge im Berg abschießen und schweren Panzer mit einem Schuss vernichten |  |
|  |  | Bergefahrzeug   | zieht 35 Punkte | kann kampfunfähige Landeinheiten zur Basis bringen                                |  |
|  |  | Flugzeug        | zieht 5 Punkte  | kann über Berge und Seen fliegen                                                  |  |
|  |  | schwerer Panzer | zieht 20 Punkte | wird nach direktem Treffer nur kampfunfähig                                       |  |
|  |  | Fähre           | zieht 5 Punkte  | kann nur auf Seen fahren und eine Landeinheit transportieren                      |  |